# Сексуальная ориентация
Сексуа́льная ориента́ция — устойчивый паттерн романтического или сексуального влечения, или же их сочетания, к людям противоположного пола, того же пола, к обоим полам. Эти влечения обычно разделяются на гетеросексуальность, гомосексуальность и бисексуальность. Асексуальность иногда идентифицируется как четвёртая сексуальная ориентация или её отсутствие. Существует также альтернативное деление сексуальной ориентации на андрофилию (влечение к мужчинам) и гинекофилию (влечение к женщинам).
Эти категории являются аспектами более тонкой природы сексуальной идентичности и терминологии. Например, люди могут использовать другие ярлыки, такие как пансексуал или полисексуал, или вообще не использовать. По данным Американской психологической ассоциации, сексуальная ориентация «также относится к чувству идентичности человека, основанному на этих влечениях, связанном поведении и членстве в сообществе других людей, которые разделяют эти влечения».
Сексуальная ориентация — это один из четырёх компонентов сексуальности (три других компонента: биологический пол, гендерная идентичность и социальная гендерная роль).
Ученые не знают точно, что определяет сексуальную ориентацию, но они предполагают, что она вызвана сложным взаимодействием генетических, гормональных и экологических факторов. Хотя ни одна теория о причине сексуальной ориентации ещё не получила широкого распространения, ученые отдают предпочтение биологически обоснованным теориям. Существует значительно больше доказательств в поддержку не социальных, а биологических причин сексуальной ориентации, особенно для мужчин. Нет никаких существенных доказательств того, что воспитание детей или опыт раннего детства играют роль в отношении сексуальной ориентации. Исследования, проведенные в течение нескольких десятилетий, показали, что сексуальная ориентация является континуумом: от исключительного влечения к противоположному полу до исключительного влечения к тому же полу.

## Определения и отличия от сексуальной идентичности и поведения

### Главное
Сексуальная ориентация традиционно определяется как включающая гетеросексуальность, бисексуальность и гомосексуальность, в то время как асексуальность рассматривается некоторыми исследователями как четвёртая категория сексуальной ориентации и определяется как отсутствие традиционной сексуальной ориентации. Асексуал практически не имеет сексуального влечения. Это можно считать отсутствием сексуальной ориентации, и есть серьёзные споры о том, является ли это сексуальной ориентацией.
Большинство определений сексуальной ориентации включают психологический компонент, такой как направление эротических желаний человека, или поведенческий компонент, который фокусируется на поле сексуального партнера (или нескольких) человека. Некоторые люди предпочитают просто следовать определению или идентичности человека. Научное и профессиональное понимание состоит в том, что «основные влечения, которые составляют основу сексуальной ориентации взрослых, обычно возникают между средним и ранним подростковым возрастом». Сексуальная ориентация отличается от сексуальной идентичности тем, что она включает в себя отношения с другими, в то время как сексуальная идентичность является понятием личность.
Американская психологическая ассоциация заявляет, что «фактическая ориентация относится к устойчивой модели эмоционального, романтического и/или сексуального влечения к мужчинам, женщинам или обоим полам» и что «его диапазон поведения и привлекательности описывается в различных культурах и нациях по всему миру. Во многих культурах используются ярлыки идентичности для описания людей, которые выражают эти влечения. В Соединенных Штатах наиболее часто встречаются ярлыки лесбиянок (женщин привлекают женщины), геев (мужчин привлекают мужчины), и бисексуальные люди (мужчины или женщины, привлеченные к обоим полам). Однако некоторые люди могут использовать разные ярлыки или вообще не использовать их». Они также заявляют, что сексуальная ориентация «отличается от других компонентов пола и гендера, включая биологический пол (анатомические, физиологические и генетические характеристики, связанные с тем, чтобы быть мужчиной или женщиной), гендерная идентичность (психологическое чувство того, чтобы быть мужчиной или женщиной), социальная гендерная роль (культурные нормы, определяющие женское и мужское поведение)».
Сексуальная идентичность и сексуальное поведение тесно связаны с сексуальной ориентацией, но они различаются. Сексуальная идентичность относится к мнению о себе человека, поведение относится к фактическим сексуальным действиям, совершаемым человеком. А ориентация относится к «фантазиям, привязанностям и стремлениям». Отдельные лица могут выражать или не выражать свою сексуальную ориентацию в своем поведении. Сексуальная идентичность может также использоваться для описания восприятия человеком своего пола, а не сексуальной ориентации. Термин «сексуальное предпочтение» имеет то же значение, что и сексуальная ориентация, и эти два термина часто используются взаимозаменяемо, но сексуальное предпочтение предполагает определённую степень добровольного выбора. Этот термин был включен комитетом Американской психологической ассоциации по проблемам геев и лесбиянок в качестве формулировки, которая выдвигает «гетеросексуальные предубеждения».

### Отношения вне ориентации
Людей, имеющих негетеросексуальную сексуальную ориентацию, которая не согласуется с их сексуальной идентичностью, иногда называют «закрытыми». Однако этот термин может отражать определённый культурный контекст и определённый этап перехода в обществах, которые постепенно занимаются интеграцией сексуальных меньшинств. В исследованиях, связанных с сексуальной ориентацией, когда речь идет о степени соответствия сексуальных влечений, поведения и идентичности человека, ученые обычно используют термины конкорданс или диссонанс. Таким образом, женщина, которую привлекают другие женщины, но которая называет себя гетеросексуальной и имеет сексуальные отношения только с мужчинами, может испытывать диссонанс между своей сексуальной ориентацией (гомосексуалкой или лесбиянкой) и своей сексуальной идентичностью и поведением (гетеросексуалкой).
У геев и лесбиянок могут быть сексуальные отношения с лицом противоположного пола по ряду причин, включая желание создать традиционную семью и проблемы дискриминации и религиозного гонения. В то время как некоторые ЛГБТ-люди скрывают свою ориентацию от своих супругов, другие развивают позитивную идентичность геев и лесбиянок, сохраняя при этом успешные гетеросексуальные браки.

### Андрофилия, гинекофилия и другие термины
Андрофилия и гинекофилия — термины, используемые в поведенческой науке для описания сексуального влечения, как альтернатива терминам гомосексуал и гетеросексуал. Они используются для идентификации объекта влечения субъекта, не приписывая ему половой принадлежности или гендерной идентичности. Родственные термины, такие как пансексуал и полисексуал, не делают никаких таких назначений субъекту. Люди также могут использовать такие термины, как квир, пансенсуальный, полифиделитный, амбисексуальный или персонализированные идентичности, такие как байк или бифильный.
Использование андрофилии и гинекофилии позволяет избежать путаницы и оскорблений при описании людей в незападных культурах, а также при описании интерсексов и трансгендерных людей. Психиатр Анил Аггравал объясняет, что андрофилия, наряду с гинекофилией, «необходима для преодоления огромных трудностей в характеристике сексуальной ориентации транс-мужчин и транс-женщин. Например, трудно решить, является ли транс-мужчина, эротически влекомый к мужчинам, гетеросексуальной женщиной или гомосексуалалом. Или транс-женщина, эротически влекомая к женщинам, является гетеросексуальным мужчиной или лесбиянкой. Любая попытка классифицировать их может не только вызвать путаницу, но и вызвать обиду среди затронутых субъектов. В таких случаях при определении сексуального влечения лучше ориентироваться на объект своего влечения, а не на пол или пол субъекта». Сексолог Милтон Даймонд пишет: «термины гетеросексуальный, гомосексуальный и бисексуал лучше использовать как прилагательные, а не существительные, и лучше применять к поведению, а не к людям. Это использование особенно выгодно при обсуждении партнёров транссексуальных людей или интерсексов. Эти новые термины также не несут социального веса прежних».
Некоторые исследователи, такие как Брюс Бэгмил, критиковали ярлыки «гетеросексуал» и «гомосексуал» как сбивающие с толку и унижающие достоинство. Бэгмил пишет: «точкой отсчета для „гомосексуалов“ или „гетеросексуалов“ в этой номенклатуре является исключительно генетический пол индивида до его переназначения. Таким образом, эти ярлыки игнорируют личное чувство индивида о том, что гендерная идентичность имеет приоритет над биологическим полом, а не наоборот.» Бэгмил продолжает спорить с тем, как эта терминология позволяет легко утверждать, что транссексуальные люди — это на самом деле гомосексуалы, стремящиеся избежать стигматизации.

### Гендер, трансгендерность, цисгендерность и конформность
Самые ранние авторы по сексуальной ориентации обычно понимали, что она неразрывно связана с собственным полом субъекта. Например, считалось, что типичный человек женского пола, которого привлекают женщины, будет обладать мужскими качествами, и наоборот. Это понимание разделялось большинством выдающихся теоретиков сексуальной ориентации с середины XIX до начала XX века, таких как Карл Генрих Ульрихс, Ричард фон Краффт-Эбинг, Магнус Хиршфельд, Хейвлок Эллис, Карл Юнг и Зигмунд Фрейд, а также многими гомосексуалами. Однако в то время это понимание гомосексуальности как сексуальной инверсии было оспорено, и во второй половине XX века гендерная идентичность стала все чаще рассматриваться как явление, отличное от сексуальной ориентации. Трансгендерные и цисгендерные люди могут испытывать влечение к мужчинам, женщинам или к тем и другим, хотя распространенность различных сексуальных ориентаций в этих двух популяциях весьма различна. Гомосексуалы, гетеросексуалы или бисексуалы могут быть мужественными, женственными или андрогинными, и, кроме того, многие члены и сторонники лесбиянок и гомосексуалов в настоящее время рассматривают «гендерно-конформистских гетеросексуалов» и «гендерно-нонконформистских гомосексуалов» как негативные стереотипы. Тем не менее, исследования Дж. Майкла Бейли и Кеннета Цукера показали, что большинство геев и лесбиянок, отобранных в выборку, сообщали о различной степени гендерной неконформности в течение их детских лет.
Трансгендерные люди сегодня идентифицируют себя с сексуальной ориентацией, которая соответствует их полу. Социолог Паула Родригес Руст (2000) утверждает для более многогранного определения сексуальной ориентации: «Определите сексуальную ориентацию в терминах дихотомического биологического пола или гендера. Большинство теоретиков не исключают упоминания о сексе или гендере, а вместо этого выступают за включение в модели сексуальности более сложных не художественных концепций пола или гендера, более сложных отношений между полом, гендером и сексуальностью и/или дополнительных не гендерных измерений.».

### Флюидность
Часто сексуальная ориентация и идентичность сексуальной ориентации не различаются, что может повлиять на точную оценку сексуальной идентичности и на то, способна ли сексуальная ориентация измениться. Идентичность сексуальной ориентации может меняться на протяжении всей жизни индивида и может совпадать или не совпадать с биологическим полом, сексуальным поведением или фактической сексуальной ориентацией.

## Причины

### Биологические
Исследования выявили несколько биологических факторов, которые могут быть связаны с развитием сексуальной ориентации, включая гены, пренатальные гормоны и структуру мозга. Не было выявлено ни одной контролирующей причины, и исследования в этой области продолжаются.
Ученые предпочитают биологические теории для объяснения причин сексуальной ориентации.

#### Генетические факторы
В 2017 году в научных докладах была опубликована статья с исследованием генома широкой ассоциации по мужской сексуальной ориентации. В исследовании приняли участие 1077 гомосексуалов и 1231 гетеросексуалов. Был идентифицирован ген SLITRK6 на хромосоме 13. Исследование Левея показало, что гипоталамус геев отличается от гетеросексуальных мужчин. SLITRK6 активен в промежуточном мозге, где находится гипоталамус. Исследователи обнаружили, что рецептор тиреотропного гормона (TSHR) на хромосоме 14 показывает различия в последовательности между геями и гетеросексуалами. Болезнь Грейвса связана с аномалиями TSHR, причем предыдущие исследования показали, что болезнь Грейвса чаще встречается у мужчин-геев, чем у мужчин-гетеросексуалов. Исследования показали, что геи имеют более низкую массу тела, чем гетеросексуалы. Было высказано предположение, что гиперактивный гормон TSHR снижает массу тела у геев, хотя это остается недоказанным.
В августе 2019 г. в рамках исследования (Полногеномный поиск ассоциаций) 493 001 человека был сделан вывод о том, что сотни или тысячи генетических вариантов лежат в основе гомосексуального поведения у обоих полов, при этом 5 вариантов, в частности, имеют значительную связь. Некоторые из этих вариантов имели специфические для пола эффекты, и два из этих вариантов предполагали связь с биологическими путями, которые включают регуляцию и обоняние половых гормонов. Все варианты вместе зафиксировали от 8 до 25 % различий в индивидуальных различиях в гомосексуальном поведении. Эти гены частично совпадают с генами некоторых других признаков, включая открытость опыту и рискованное поведение. Дополнительный анализ показал, что на сексуальное поведение, привлекательность, идентичность и фантазии влияет аналогичный набор генетических вариантов. Они также обнаружили, что генетические эффекты, которые отличают гетеросексуальное от гомосексуального поведения, не такие же, как те, которые отличаются среди не гетеросексуалов с более низкой или более высокой долей однополых партнеров, что предполагает отсутствие единого континуума от гетеросексуальных до гомосексуальных предпочтений, как предполагается по шкале Кинси.
Исследования хромосомных связей
Более поздний анализ Hu et al. воспроизведенные и уточненные ранее выводы. Это исследование показало, что 67 % братьев-геев в новом насыщенном образце имеют общий маркер на X-хромосоме в Xq28. Мета-анализ всех доступных данных о сцеплении указывает на значительную связь с Xq28, но также указывает на то, что должны присутствовать дополнительные гены, чтобы учесть полное наследуемость сексуальной ориентации.

#### Гормональные факторы
Гормональная теория сексуальности гласит, что так же, как воздействие определённых гормонов играет роль в дифференциации пола плода, гормональное воздействие также влияет на сексуальную ориентацию, которая возникает позже у взрослого. Эмбриональные гормоны могут рассматриваться как фактор первичного влияние на сексуальную ориентацию взрослых или как ко-фактор, взаимодействующий с генами или условиями окружающей среды и социальными условиями.
Для людей нормой является то, что у женщин есть две половые хромосомы Х, а у мужчин — одна Х и одна Y. По умолчанию путь развития человеческого плода, являющегося женщиной, Y-хромосома — это то, что вызывает изменения, необходимые для перехода к мужскому пути развития. Этот процесс дифференцировки определяется андрогенными гормонами, главным образом тестостероном и дигидротестостероном (ДГТ). Вновь сформированные яички у плода отвечают за секрецию андрогенов, которые будут участвовать в стимулировании половой дифференциации развивающегося плода, включая его мозг. Это приводит к сексуальным различиям между мужчинами и женщинами. Этот факт побудил некоторых ученых различными способами протестировать результат изменения уровней воздействия андрогенов на млекопитающих в период плода и в молодости.
Исследование, проведенное McFadden в 1998 году, показало, что слуховые системы в головном мозге, ещё одна физическая черта, на которую влияют пренатальные гормоны, отличаются в зависимости от ориентации; Точно так же Swaab и Хофман обнаружили, что супрахиазматическое ядро больше у гомосексуальных мужчин, чем у гетеросексуальных.

## Психическая норма
Существует большое число научных данных, свидетельствующих о том, что являться геем, лесбиянкой или бисексуалом совместимо с нормальным психическим здоровьем и социальной адаптацией.
Некоторые исследователи отдельно в качестве четвёртой сексуальной ориентации также называют асексуальность, которая выражается абсолютным безразличием к половой жизни и отсутствием полового влечения.

### Всемирная организация здравоохранения
Всемирная организация здравоохранения предлагает исключение категорий заболеваний, связанных с сексуальной ориентацией, из МКБ-11.
Ни одна из общеизвестных сексуальных ориентаций не является психическим расстройством. В то же время ранее, до исключения из МКБ ВОЗ в 10-м пересмотре в 1990 году, эгодистоническая гомосексуальность (желание сменить сексуальную ориентацию) рассматривалась в качестве психосексуального расстройства — код МКБ-9 302.0.

## Здоровье
Негетеросексуалы подвергаются масштабному воздействию стигматизации. Согласно теории стресса меньшинств, стигматизация ведёт к негативным последствиям для здоровья. Исследования показали, что стигматизация является одной из причин повышенной распространённости депрессии, тревожности, ПТСР, суицидальности и злоупотребления психоактивными веществами среди ЛГБТ. Кроме того, были обнаружены последствия гомофобии для физического здоровья: повышенный уровень гормонов стресса, физические травмы, сердечно-сосудистые заболевания и расстройства потребления пищи оказались связаны с гомофобией.
Гомофобию также связывали с подпитыванием эпидемии ВИЧ среди ЛГБТ. Гомофобия может привести к росту рискованного сексуального поведения, сокращению тестирования на ВИЧ и использования профилактики ВИЧ. При этом рост толерантности может позволить геям выйти из «подполья» и отказаться от анонимных сексуальных практик в пользу более безопасных, что снизит уровень ВИЧ.
Было показано, что отвержение гомосексуалов родителями может привести к серьёзным последствиям для их психического здоровья, самооценки и риска злоупотребления психоактивными веществами. По данным одного из исследований, ЛГБТ-молодёжь, отвергнутая родителями, имела в 5,9 раз больше шансов на депрессию, в 8,4 раза больше шансов на попытку самоубийства, в 3,4 раза больше шансов на наркопотребление, в 3,4 раза больше шансов заняться незащищённым сексом.
Всемирная Медицинская Ассоциация заявляет, что стигматизация в сфере здравоохранения может усугублять проблемы ЛГБТ со здоровьем. В опросе из Великобритании 13 % ЛГБТ сталкивались с неравенством при получении медицинских услуг, 23 % слышали оскорбления в адрес ЛГБТ со стороны медперсонала. Как результат, 14 % ЛГБТ-персон избегают обращения к врачу из страха дискриминации.
Все чаще признается, что признание разнообразия сексуального поведения и самовыражения способствует общему чувству благополучия и здоровья людей. Альянсы геев и гетеросексуалов и ориентированная на ЛГБТ анти-буллинговая политика показали эффективность в предотвращении суицидальных мыслей и поведения у ЛГБТ-подростков. Государственная политика, поддерживающая права ЛГБТ, также может оказать положительное влияние на психическое здоровье и риск самоубийств среди ЛГБТ.

## Классификация сексуальных ориентаций
Гетеросексуальная, бисексуальная и гомосексуальная ориентации являются тремя основными.

### Основные

#### Гетеросексуальность
Гетеросексуа́льность (от др.-греч. ἕτερος — другой + лат. sexus — пол) — это романтическое влечение, сексуальное влечение или сексуальное поведение между людьми противоположного пола или гендера. В качестве сексуальной ориентации гетеросексуальность является «устойчивой моделью эмоционального, романтического и/или сексуального влечения» для лиц противоположного пола; оно «также относится к чувству идентичности человека, основанному на этих пристрастиях, связанном поведении и членстве в сообществе других людей, которые разделяют эти влечения».
Гетеросексуальная ориентация свойственна большинству населения земного шара.

#### Бисексуальность
Бисексуальность (англ. bisexuality) — романтическое и сексуальное влечение и/или сексуальная активность по отношению и к мужчинам, и к женщинам.
Термин бисексуальность в основном используется в контексте человеческого влечения для обозначения романтических или сексуальных чувств по отношению к мужчинам и женщинам. Бисексуальная идентичность не обязательно означает равное влечение к обоим полам; обычно люди, у которых есть чёткое, но не исключительное предпочтение одного пола над другими, также идентифицируют себя как бисексуалы.

#### Гомосексуальность
Гомосексуа́льность (от др.-греч. ὁμός — тот же, одинаковый и лат. sexus — пол), также гомосексуали́зм — предпочтение представителей своего пола (или гендера) в качестве объекта любовных отношений, эротического влечения и/или сексуального партнёра.
В узком смысле слова гомосексуальность — это сексуальная ориентация, определяемая как эмоциональное, романтическое (платоническое), эротическое (чувственное) либо сексуальное влечение только и исключительно к лицам своего пола. Двумя другими ориентациями являются гетеросексуальная и бисексуальная. Гомосексуальность бывает мужской и женской (последняя часто называется лесбиянством).

### Другие

#### Асексуальность
Асексуа́льность — определение или самоопределение людей, которые не испытывают полового влечения.
Асексуальностью не является сознательное половое воздержание при наличии полового влечения. Асексуальность можно считать отсутствием сексуальной ориентации либо одним из её вариантов наряду с гетеросексуальностью, гомосексуальностью и бисексуальностью.

#### Пансексуальность
Пансексуальность (от др.-греч. πᾶν — всё и лат. sexus — пол), — способность испытывать романтическое и сексуальное влечение к людям вне зависимости от биологического пола, гендера и гендерной самоидентификации. Особенность пансексуальности в том, что партнёр выбирается исключительно по личным качествам, мировоззрению и эмоциям, получаемых от общения с ним.
Пансексуала могут привлекать цисгендерные и трансгендерные женщины или мужчины, интерсексы и другие люди. Для пансексуала пол при выборе партнёра не играет никакой роли, как и собственный — пансексуалы «гендерно слепы».

#### Полисексуальность
Полисексуальность — небинарная сексуальная ориентация, подразумевающая влечение к нескольким гендерам. Люди, идентифицирующие себя как полисексуалы, испытывают влечение к двум и более гендерам, но не ко всем гендерам (как пансексуалы), и не к мужчинам и женщинам (как в случае с бисексуалами).
Для каждого человека полисексуальной ориентации набор гендеров, которые его привлекают, индивидуален.

#### Омнисексуальность
Омнисексуальность — способность испытывать романтическое и сексуальное влечение к людям всех биологических полов, гендеров и гендерной самоидентификации, но, в отличие от пансексуалов, омнисексуалы не являются «гендерно слепыми».
Омнисексуалы чувствуют разницу между полами, и их влечение к одному полу или гендеру может отличаться от влечения к другому. Также омнисексуалы могут предпочитать людей определённого пола или гендера, по-прежнему сохраняя влечение к другим.

## Оценка и измерение
Шкала Кинси — попытка измерить сексуальную ориентацию людей по шкале от 0 (исключительно гетеросексуальная ориентация) до 6 (исключительно гомосексуальная ориентация). Она была впервые опубликована в книге «Половое поведение самца человека» в 1948 году, написанной зоологом и сексологом Альфредом Кинси в соавторстве с Уорделлом Помероем и другими, и была также представлена в дополняющей работе Кинси и сотрудников «Половое поведение самки человека», опубликованной в 1953 году. В обеих работах была также использована дополнительная оценка «X», обозначающая «асексуальность».

## Демография
Многочисленные аспекты сексуальной ориентации и уже описанные проблемы рисования границ создают методологические проблемы для изучения демографии сексуальной ориентации. Определение частоты различных сексуальных ориентаций в реальных популяциях является сложным и противоречивым.
Современные научные исследования показывают, что большинство людей сообщают о гетеросексуальной ориентации. Однако относительный процент населения, сообщившего о гомосексуальной ориентации, варьируется в зависимости от различных методологий и критериев отбора. Большинство из этих статистических данных находятся в диапазоне от 2,8 до 9 % мужчин и от 1 до 5 % женщин в Соединённых Штатах- эта цифра может достигать 12 % в некоторых крупных городах и не превышать 1 % для сельской местности.
Оценки доли бисексуального населения, варьируются в широких пределах, по крайней мере, частично из-за различных определений бисексуальности. Некоторые исследования рассматривают человека как бисексуала только в том случае, если его в равной степени привлекают оба пола, а другие считают, что человек бисексуален, если его вообще привлекет к тому же полу (в основном для гетеросексуальных людей) или к противоположному полу (в основном для гомосексуальных людей). Небольшой процент людей ни к кому не привязан сексуально (асексуальность). Исследование 2004 года установило распространенность асексуальности на уровне 1 %.